# Aughinish Island

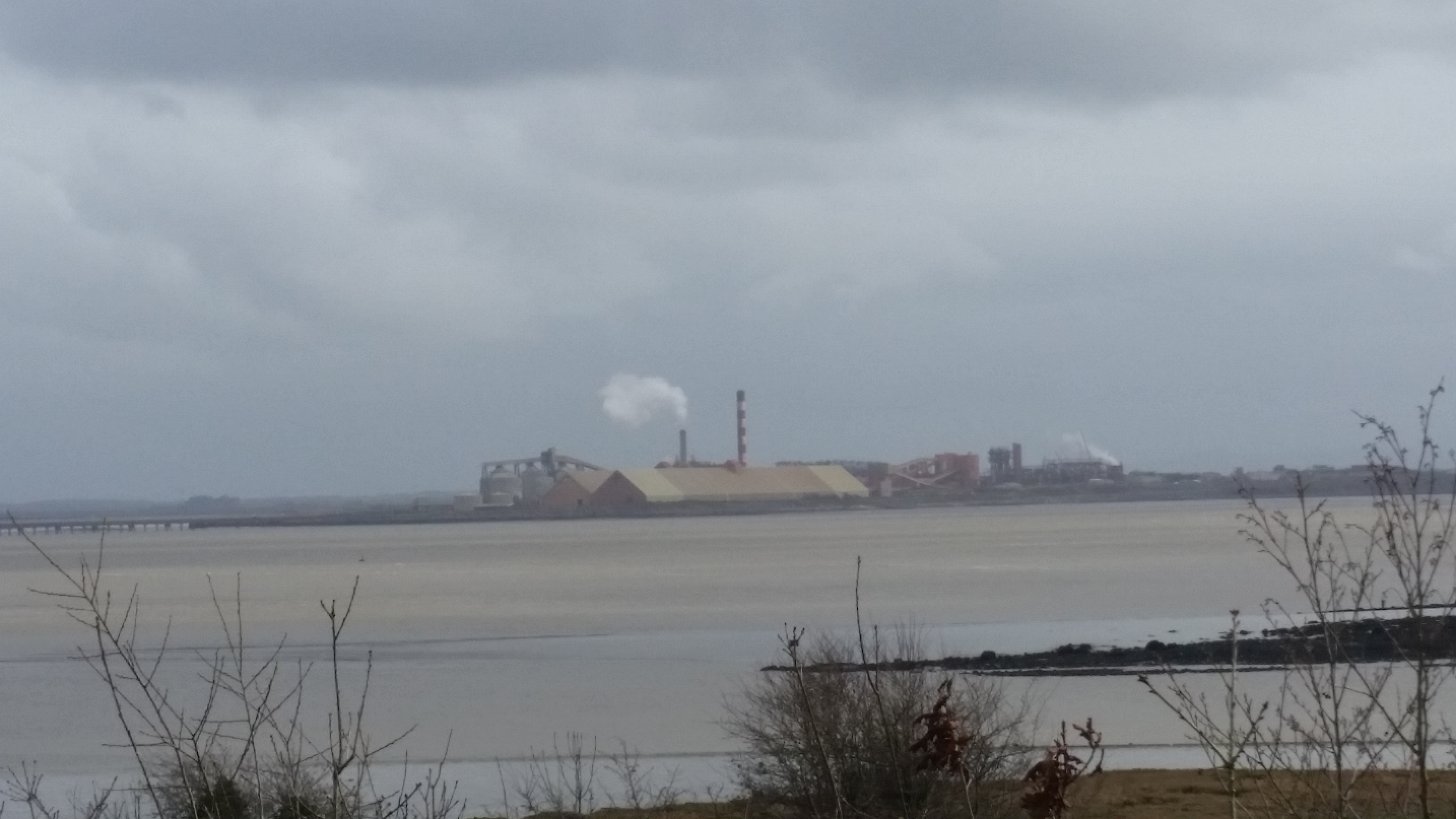
Aluminiumhütte

Aughinish Island (irisch Eachinis, „Pferdeinsel“) ist eine ehemalige Insel bei Foynes im Norden des County Limerick, in Irland am Südufer der Shannon-Mündung, und heute eine Halbinsel.
Auf der Insel im Shannon, an deren Mole große Schiffe anlegen können, befindet sich eine Aluminiumoxid-Fabrik der Aughinish Alumina Ltd, die in Askeaton Aluminiumoxid aus Bauxit produziert. Das 1983 gegründete Unternehmen exportiert Aluminiumoxid an Aluminiumhütten zur Verarbeitung in Aluminium. Aughinish Alumina Ltd ist eine Tochtergesellschaft der United Company RUSAL Plc.
Ein früher Ursprung von Duns wird durch die Ausgrabungen auf Aughinish Island belegt. Hier wurde in einem Dun ein spätbronzezeitlicher Meißel vom Typ Dowris zusammen mit einem früheisenzeitlichen Objekt gefunden. Somit ist es möglich, dass die ersten Duns während der Dowris-Phase errichtet wurden.